# Дауда, Фатау
Абду́л Фата́ву Да́уда, более известный как Фата́у Да́уда (англ. Abdul Fatawu Dauda; 6 апреля 1985, Обуаси, Гана) — ганский футболист, игравший на позиции вратаря. Выступал в сборной Ганы.

## Клубная карьера
Дауда начал свою футбольную карьеру в 2004 году с клубом Окваху Юнайтед, а в 2006 Дауда был подписан клубом Ганской Премьер-лиги Ашанти Голд из его родного города Обуаси. Дауда был членом команды всех звёзд Ганской Премьер-лиги 2007. 5 июля 2008, Дауда был номинирован на звание голкипера года 2008 в Гане. В 2013 году присоединился к составу южноафриканского «Орландо Пайретс». В свой дебютный сезон выиграл Кубок ЮАР по футболу, свой первый титул в качестве игрока.

## Карьера в сборной
В 2008 дебютировал в официальных матчах в составе национальной сборной Ганы. Сейчас провел в форме главной команды страны 17 матчей.
В составе сборной был участником домашнего для ганцев Кубка африканских наций 2008, на котором команда завоевала бронзовые награды, а также Кубка африканских наций 2013 в ЮАР.
12 мая 2014 тренер команды Ганы, Джеймс Квеси Аппиа включил Дауда в предварительную заявку из 26 игроков на Чемпионат мира по футболу 2014, а 1 июня он был включён в окончательный список из 23 игроков, которые поедут в Бразилию. На самом чемпионате отыграл 2 матча группового этапа, в которых пропустил 4 мяча. В итоге, сборная Ганы не вышла в раунд плей-офф и заняла только четвёртое место в группе. На Кубке африканских наций 2015 был запасным вратарём, вместо него в воротах место занял Брима Разак.

## Религия
Абдул Фатаву Дауда является мусульманином и совершает намаз до и после каждого матча.